# Magnus Beite
Magnus Torkehagen Beite (* 3. Februar 1974 in Elverum, Norwegen) ist ein norwegischer Komponist.

## Leben
Magnus Torkhagen Beite wurde in Elverum geboren und wuchs in Gjøvik und Kragerø auf. Im Alter von 16 Jahren spielte er mit seinem Onkel in einer Band und traf seine spätere Frau Hilde. Er studierte Komposition an der University of Southern California. Anschließend debütierte er im Jahr 2003 mit dem von Jennifer Harper inszenierten Liebesdrama Playas Ball als Filmkomponist für einen Langspielfilm. Im deutschen Sprachraum ist er vor allen Dingen durch seine Musik für die Horrortrilogie Cold Prey bekannt, welche Cold Prey – Eiskalter Tod, Cold Prey 2 Resurrection – Kälter als der Tod und Cold Prey III – The Beginning umfasst.
Mit seiner Frau Hilde Reitan Hansen hat er drei gemeinsame Kinder.

## Filmografie (Auswahl)
- 2003: Playas Ball
- 2005: Izzat – A Killer Thriller (Izzat)
- 2006: Cold Prey – Eiskalter Tod (Fritt vilt)
- 2008: Cold Prey 2 Resurrection – Kälter als der Tod (Fritt vilt II)
- 2009: Das Geheimnis des magischen Silbers (Julenatt i Blåfjell)
- 2009: Das Orangenmädchen (Appelsinpiken)
- 2010: Cold Prey III – The Beginning (Fritt vilt III)
- 2010: Knerten traut sich (Knerten gifter seg)
- 2011: Jackpot – Vier Nieten landen einen Treffer (Arme Riddere)
- 2011: Magic Silver 2 – Die Suche nach dem magischen Horn (Blåfjell 2 – Jakten på det magiske horn)
- 2012: Escape – Vermächtnis der Wikinger (Flukt)
- 2013: Drachenkrieger – Das Geheimnis der Wikinger (Gåten Ragnarok)
- 2014: Kule kidz gråter ikke
- 2014: Børning – The Fast & The Funniest (Børning)
- 2015: The Wave – Die Todeswelle (Bølgen)
- 2016: Burning 2 – On Ice (Børning 2)
- 2016: Plötzlich Santa (Snekker Andersen og Julenissen)